# 美国司法部
美国司法部（英語：United States Department of Justice），是美国聯邦政府的一个行政部門，其部長為美国内阁閣員之一。負責的任务是保障法律的施行、维护美国政府的法律利益、保障法律对美国所有公民平等和打擊國內或跨國的犯罪等。美國司法部相當於其他國家的司法部或法務部。
其部門首長稱為美國司法部長（Attorney General）。現任部長為帕姆·邦迪。司法部另设、訟務次長及助理部长。由司法部管理的联邦执法机构包括：联邦调查局（FBI）、美国法警（USMS）、美國聯邦監獄管理局（BOP）、美国烟酒枪炮及爆炸物管理局（ATF）、美国缉毒局（DEA）及美国司法部监察长办公室（OIG）。

## 历史
美国於1789年设立了檢察總長（Attorney General）一职，此職務起初為兼職職務，其任务是为美国国会和总统提供法律咨询，但随着美国聯邦政府官僚机构的扩大，这个职务的工作量也不断增大，1819年时已无法继续充当国会和政府的法律顾问。
1870年6月22日，美国国会决定建立司法部，此部门于1870年7月1日正式執行職務。这个部门的增設对檢察總長（即美國司法部長）的任务、薪金和地位都没有改变。在聯邦司法部長之下，另設聯邦訟務次長（Solicitor General），其任务是在法律纠纷中在美国最高法院代表美国政府參加訟辯。不過在比較重要的法律案當中，仍舊由聯邦司法部長出席法庭審理。

## 机构设置
美国司法部设美国司法部长（Attorney General，美国行政等级第一级）、（Deputy Attorney General，行政等级第二级）、訟務次長（Solicitor General，行政等级第三级〔相当于副部长级〕）、助理部长（Associate Attorney General，行政等级第四级〔相当于司局级〕）等官员职位。
- 國家司法學院（英语：National Institute of Justice）
- 少年司法和犯罪预防协调理事会
- 安全办公室
- 应急管理办公室
- 司法部警察
- 国立司法图书馆
- 司法部总监察长
- 国际事务办公室
- 美国司法部反垄断司（英语：United States Department of Justice Antitrust Division）
- 资产没收项目办公室
- 美国菸酒槍炮及爆裂物管理局
- 美国司法部民事司（英语：United States Department of Justice Civil Division）
- 美国司法部民权司（英语：United States Department of Justice Civil Rights Division）
- 社区导向治安局（英语：Community Oriented Policing Services）
- 社区关係管理局（英语：Community Relations Service）
- 美国司法部刑事司（英语：United States Department of Justice Criminal Division）
- 美国缉毒局
  - 转移控制项目
- 美国司法部环境和自然资源司（英语：United States Department of Justice Environment and Natural Resources Division）
- 移民检查执行办公室
- 民权办公室
- 首席人力资源官办公室
- 首席人力资本官办公室
- 首席财务官办公室
- 总法律顾问办公室
- 首席信息官办公室（属司法管理司）
- 首席信息安全官办公室
- 首席技术官办公室
- 首席采购官办公室
- 首席运营官办公室
- 白宫联络办公室
- 通讯办公室
- 国会和政府间关系办公室
- 政策办公室
- 行政管理办公室
- 老年人司法倡议
- 儿童保护办公室
- 财务欺诈执法工作组
- 国家法医学委员会
- 有组织犯罪执法工作组执行办公室
- 美国代理人执行办公室
- 美国受託人执行办公室
- 联邦调查局（FBI）
  - 联邦调查局警察
- 联邦监狱管理局（英语：Federal Bureau of Prisons）
  - 联邦监狱产业公司（英语：Federal Prison Industries）
- 外国索赔清偿委员会（英语：Foreign Claims Settlement Commission）
- 国际刑警组织美国国家中心局
- 美国司法部司法管理司（英语：United States Department of Justice Justice Management Division）
- 国家犯罪信息中心
- 国家毒品情报中心（英语：National Drug Intelligence Center）
- 国家矫正研究所（英语：National Institute of Corrections）
- 美国司法部国家安全司（英语：United States Department of Justice National Security Division）
- 司法部长办公室
- 司法部常务副部长办公室
- 司法部助理部长办公室
- 律师招聘和管理办公室
- 争议解决办公室
- 联邦拘留受託人办公室（OFDT）
- 信息政策办公室
- 政府间和公共联络办公室
- 情报与分析办公室
- 司法项目办公室
  - 司法援助局（英语：Bureau of Justice Assistance）
  - 美国司法统计局
  - 社会能力发展办公室
  - 国家刑事司法参考局（英语：National Criminal Justice Reference Service）
  - 国家司法研究院（英语：National Institute of Justice）
  - 少年司法和犯罪预防办公室
  - 犯罪受害者办公室
- 法律顾问办公室
- 法律政策办公室
- 立法事务办公室
- 特赦检察官办公室
- 隐私和公民自由办公室
- 专业责任办公室
- 公共事务办公室
- 性犯罪审判、监视、逮捕、登记和跟踪办公室（SMART）
- 美国联邦总律师（英语：United States Solicitor General）
- 特别顾问办公室
- 印第安部落司法办公室
- 妇女暴力办公室
- 儿童性暴力和犯罪办公室
- 专业责任咨询办公室（PRAO）
- 美国司法部税务司（英语：United States Department of Justice Tax Division）
- 美国联邦检察官
- 美国法警局
- 美国假释委员会（英语：United States Parole Commission）
- 美国受托人项目（英语：United States Trustee Program）